# Clan terrestre
El Clan Terrestre es el nombre que toma la Humanidad y sus "Pupilos" (especies animales o vegetales que han sido elevados) en la saga La elevación de los pupilos de David Brin. Reciben dicho nombre ya que todos habitan en el mismo mundo madre, la Tierra.
En las novelas la Humanidad es una raza insignificante, sin Tutor conocido (especie responsable de elevarlos a la sapiencia), y con una tecnología en su mayoría primitiva. Los humanos tiene dos pupilos (confirmados), por lo que la denominación formal "a-Human ul-Chimpanzee ul-Dolphin". Sin embargo, sin saberlo, la Humanidad se protegió a sí misma de convertirse en pupila de otra raza más antigua, al elevar otras especies terrestres y convertirse en su tutora.

## Neo-Chimpancés
Los Chimpancés son los primeros pupilos de los Humanos, y son los más completos, ya que son los que más cerca están de la completa Sapiencia. Se encuentran en el segundo grado de pupilaje, aunque comienzan el tercer grado cuando los Gubru invaden Garth. A los Neo-Chimpancés les gusta la música, especialmente la percusión. Ellos se sienten avergonzados por las situaciones que les recuerdan su condición anterior como "animales inteligentes", especialmente la desnudez, trepar a los árboles y sobre todo perder su capacidad de hablar cuando están bajo estrés.

## Neo-Delfines
Los delfines son los segundos pupilos de los Humanos, y son los mejores pilotos de la Civilización de las Cinco Galaxias ya que sus orígenes acuáticos les dan unos excelentes instintos para maniobrar en tres dimensiones. También son importantes en la guerra planetaria, porque la mayoría de los galácticos no son conscientes del potencial estratégico del mar. Los Neo-Delfines están en la Fase dos del pupilaje, y recientemente han conseguido su propia Nave estelar, el Streaker (Los descubrimientos del Streaker más tarde causaron gran controversia entre las especies sapientes respiradoras de oxígeno). 
Los Neo-Delfines están en una etapa relativamente temprana de la elevación, y esto tiene varias consecuencias que son importantes en las tramas de las historias: la combinación óptima genética de los Neo-Delfines no se ha determinado todavía, y algunas de las nuevas mezclas genéticas llegan a ser peligrosas para sus colegas cuando están bajo estrés, hay diferencias significativas entre los mayores y los más jóvenes neo-delfines, en particular, a los ejemplares de mayor edad les resulta más difícil hablar, y tienen que luchar contra las tendencias a caer en comportamientos atávicos, como el sueño de la ballena y la fiebre de rescate (que los lleva a embarrar en la playa por su propia voluntad).

## Neo-Gorilas
Los Neo-Gorilas estaban en una fase muy temprana de elevación, cuando el Instituto Galáctico de Elevaciones ordenó a los seres humanos detener el proceso, ya que pensaban que los humanos no podrían manejar tantos pupilos al mismo tiempo. Algunos humanos de forma secreta han continuado con el proyecto en el pequeño mundo-colonia de Garth. Los Neo-Gorilas tienen algún conocimiento de que están siendo elevados, y eligen a los Thennanin como sus "padrinos" en la ceremonia de ascensión celebrada en Garth. Esto, políticamente es muy importante, ya que los conservaduristas y escrupulosos son una potencia militar, y los Neo-Gorilas los convierten de enemigos a aliados del Clan Terrestre. Después de su adopción por los Thennanin, los Neo-Gorilas se denominan "Garthlings."

## Neo-Perros
Los perros han sido mencionados a lo largo de la novela como un posible pupilo de la Humanidad, pero su adopción final no ha sido confirmada.

## Kiqui
Los Kiqui son una especie anfibia pre-sapiente descubierta por primera vez en el planeta Kithrup por la tripulación del Streaker, quienes les persuaden para ser elevados como pupilos de los humanos. Si esto se cumple, serán los primeros pupilos humanos extraterrestres.

## Tecnología
A diferencia de la mayoría de las otras razas, los humanos y sus pupilos, ven la creatividad como muy deseable - la mayoría de las otras razas tienen la opinión de que todo lo útil ya ha sido descubierto, por lo que es más eficiente para ellos buscar en la Biblioteca Galáctica lo que necesiten. El Clan Terrestre también es considerado extraño por el uso de tecnología arcaica, en lugar de la tecnología más avanzada Galáctica, o, que a veces prefieren tecnologías primitivas que ellos entienden, que otras más avanzadas que no entienden.

## Comportamiento Social
La mayoría de los "clanes galácticos" son algo feudales y a veces explotadores, y ponen un énfasis enorme en la etiqueta y especialmente en el comportamiento respetuoso de los miembros de razas "subordinadas" (pupilos) hacia los miembros de razas "superiores" (tutores). De ahí que a menudo se refiere el habla informal del Clan Terrestre como un insulto y el trato igualitario de los Humanos de sus pupilos los Neo chimpancés y los Neo-delfines, una tontería.